# Naturschutzgebiet Schlavenkensee
Koordinaten: 53° 25′ 22,2″ N, 13° 23′ 58,3″ O
Das Naturschutzgebiet Schlavenkensee ist ein 610 ha umfassendes Naturschutzgebiet im Osten Mecklenburgs nordwestlich von  Bredenfelde. Die Unterschutzstellung erfolgte am 7. Juli 1993.

## Schutzzweck und Lage
Wie auch im 4 km östlich liegenden Naturschutzgebiet Hinrichshagen besteht der Schutzzweck dieses größeren zusammenhängenden Waldgebiets in der Erhaltung von Baumbeständen aus Rotbuche und Erle sowie eingelagerten waldfreien Mooren, Seen und Söllen, die einen wertvollen Lebensraum für bedrohte Großvogelarten und den Fischotter darstellen. Zwei Seen – der namensgebende Schlavenkensee und der Havekensee – sowie Offenflächen um den Hagenberg und die Bredenfelder Mühle sind ebenfalls Bestandteil des Naturschutzgebiets. Das Naturschutzgebiet befindet sich im Naturpark Feldberger Seenlandschaft und ist nach EU-Recht als gleichnamiges FFH-Gebiet eingestuft und auch als Vogelschutzgebiet ausgewiesen. Der aktuelle Gebietszustand wird als gut angesehen. Die Störungsarmut der Flächen wirkt sich positiv aus. Ein Wander- und Radweg quert die Flächen und ermöglicht Einblicke.

## Geschichte

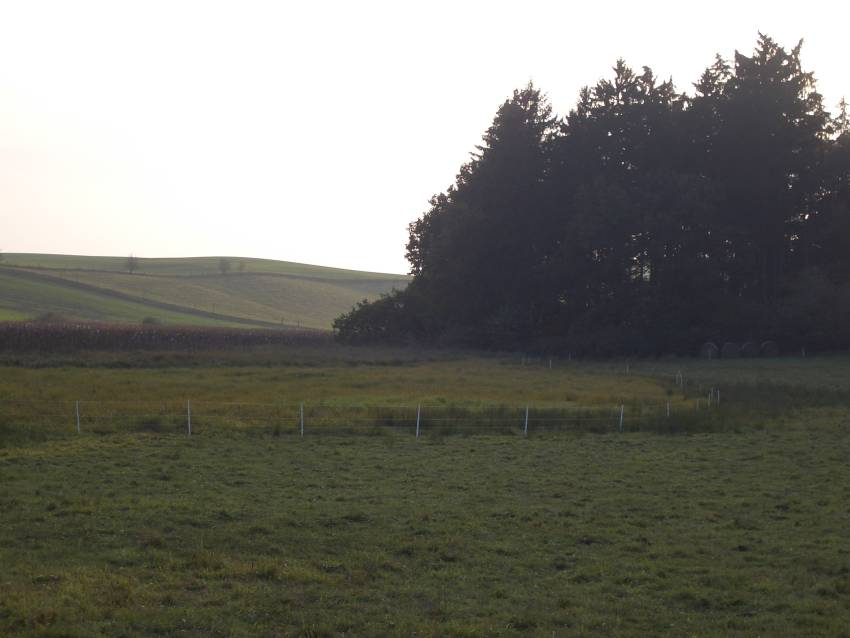
Offenland beim Hagenberg

Die Flächen liegen in einer Grundmoränenlandschaft, die in der letzten Eiszeit entstand. Menschliche Siedlungsspuren sind durch ein Hügelgrab nördlich des Schlavenkensees seit der Bronzezeit belegt. Reste einer alten Slawenburg sind im westlichen Gebietsteil zu finden. 
Die Schmettausche Karte aus dem Jahr 1780 zeigt bereits die heutige Waldgrenze, so dass von einem Altwaldgebiet ausgegangen werden kann, in dem seit der nacheiszeitlichen Gehölzeinwanderung keine umfangreichen Kahlschläge stattfanden. Das Gebiet wurde mit zahlreichen Gräben durchzogen, was sich stark auf die Flächen auswirkte. Im östlichen Teil des heutigen Schutzgebiets wurde eine Wassermühle betrieben.
Die Wälder werden heute forstwirtschaftlich genutzt. Im Schlavenkensee wird gefischt und geangelt.

## Pflanzen- und Tierwelt

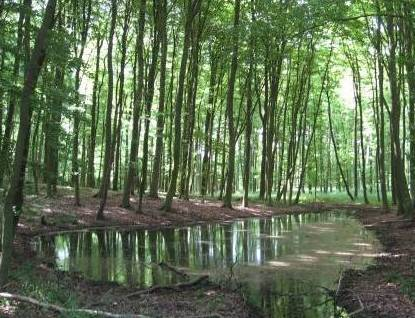
Wald und feuchte Senke

Hauptbaumarten des bewaldeten Schutzgebietsteils sind Rotbuche und Schwarz-Erle. Im Frühling bedecken Buschwindröschen, Lerchensporn und Leberblümchen den Boden. Eingestreut finden sich Versumpfungsmoore mit Erlen und Eschen sowie Kesselmoore mit Torfmoosen. Die beiden eutrophen Seen sind von Schilf gesäumt. Die Gelbe Teichrose kommt vor. Die Seen umgibt ein Ring aus Erlenbruchwald. 
Zahlreiche Greifvögel brüten im Gebiet, darunter See- und Schreiadler, Rot- und Schwarzmilan, Wespen- und Mäusebussard sowie Sperber und Habicht. Weiterhin kommen Schwarzstorch, Waldwasserläufer, Zwergschnäpper, Schwarz- und Mittelspecht sowie die Hohltaube vor. Der Großteil dieser Arten ist im Bestand stark bedroht und an einen Altholzbestand gebunden. Weiterhin wurden Schellente, Eisvogel, Zwergtaucher, Drossel- und Teichrohrsänger nachgewiesen. Fischotter und Siebenschläfer leben ebenfalls im Gebiet.